# Ataka-Aura Minsk
 FK Ataka-Aura Minsk (belarussisch Футбольный клуб Атака-Аўра Мінск) war ein Fußballverein aus Minsk, Belarus.

## Geschichte
Der Verein wurde 1986 als FC Ataka-407 Minsk gegründet. 1992 begann das Team in der zweiten belarussischen Liga. Ein Jahr später wurde der Verein in Ataka-Aura Minsk umbenannt. 1994/95 schafften sie den zweiten Platz in der 2. Liga und stiegen in die Premier League aus. Dort hielt sich das Team bis 1997. Nach dieser Saison war der Klub bankrott und wurde aufgelöst.
Atakas Reservemannschaft, Ataka-Aura-d Minsk, war seit der Saison 1994/95 in der 3. Liga aktiv. Die meisten Spieler der 1. Mannschaft wechselten zum B-Team, das sich bis 1998 noch in der 3. Liga halten konnte. Danach wurde auch dieses aufgelöst.

## 1. Liga
| Saison | Platz | S  | U  | N  | Tore  | Pkt. |
| ------ | ----- | -- | -- | -- | ----- | ---- |
| 1995   | 04.   | 08 | 05 | 02 | 26:7  | 29   |
| 1996   | 06.   | 13 | 05 | 12 | 31:42 | 44   |
| 1997   | 12.   | 08 | 06 | 16 | 29:44 | 030  |